# Mar Caspio
Il Mar Caspio (in russo Каспийское море?, Kaspijskoe more; in persiano دریای خزر‎, Daryā-ye Xazar; in kazako Каспий теңізі?, Kaspii teñızı; in azero Xəzər dənizi; in turkmeno Hazar deňzi), anticamente mare Ircano, è il più grande lago della Terra, talvolta definito anche come mare chiuso per le sue notevoli dimensioni. È situato tra l'Europa e l'Asia; in particolare, la sponda europea è quella nord-occidentale, tra la foce del fiume Ural e quella del fiume Kuma.
Geograficamente è un lago salato, per quanto simile per vastità e salinità ad un mare interno, come testimonia il suo nome. È un bacino endoreico e si trova in fondo alla depressione caspica: il livello delle sue acque è 28 metri sotto il livello del mare. Si trova a est del Caucaso, a ovest dell'ampia steppa dell'Asia centrale, a sud delle fertili pianure della Russia meridionale nell'Europa orientale e a nord dell'altopiano iranico dell'Asia occidentale.
È lungo 1 200 km, con una larghezza media di 310 km, una superficie di 371 000 km², un volume di 78 200 km³ ed una profondità massima di 1 025 metri nella parte meridionale (a nord la profondità non supera i 6 metri). Tre sono i fiumi maggiori che sfociano nel mar Caspio: Volga, Ural e Kura. Dal Caspio è possibile navigare fino al Mar Bianco (nell'Artico), Mar Baltico (in Scandinavia) e Mar Nero, utilizzando fiumi e canali congiunti a bacini e laghi, tra cui il lago Onega, il lago Ladoga ed il lago Vygozero, attraversando il canale Mar Bianco-Mar Baltico e il canale Volga-Baltico. Confina con il Kazakistan a nord-est, con la Russia a nord-ovest, con l'Azerbaigian a sud-ovest, con l'Iran a sud e con il Turkmenistan a sud-est.
Essendo un lago, in quanto completamente circondato da terre emerse, il Caspio non è stato incluso nella Convenzione delle Nazioni Unite sul diritto del mare, tenutosi a Montego Bay (Giamaica) nel 1982. Durante il vertice internazionale sul Mar Caspio, tenutosi nel 2018 ad Aktau, il Caspio non venne definito né come mare, né come lago, ma si condivisero delle regole per lo sfruttamento delle sue risorse.

## Storia
Anticamente era detto "mare Ircano". Nell'area del mar Caspio si svilupparono diverse comunità dedite all'agricoltura e alla caccia fin dal IX secolo a.C.. Ma si hanno informazioni solo su quelle che popolavano il territorio corrispondente agli odierni Azerbaigian e Iran.
Dell'intera area non era mai stato definito un confine preciso che corrispondesse a mare o lago. Con le conquiste macedoni del III secolo a.C. il generale Patrocle giunse alla conclusione che fosse un golfo o una insenatura e che fosse quindi possibile arrivarci via mare passando dall'Oceano Indiano.

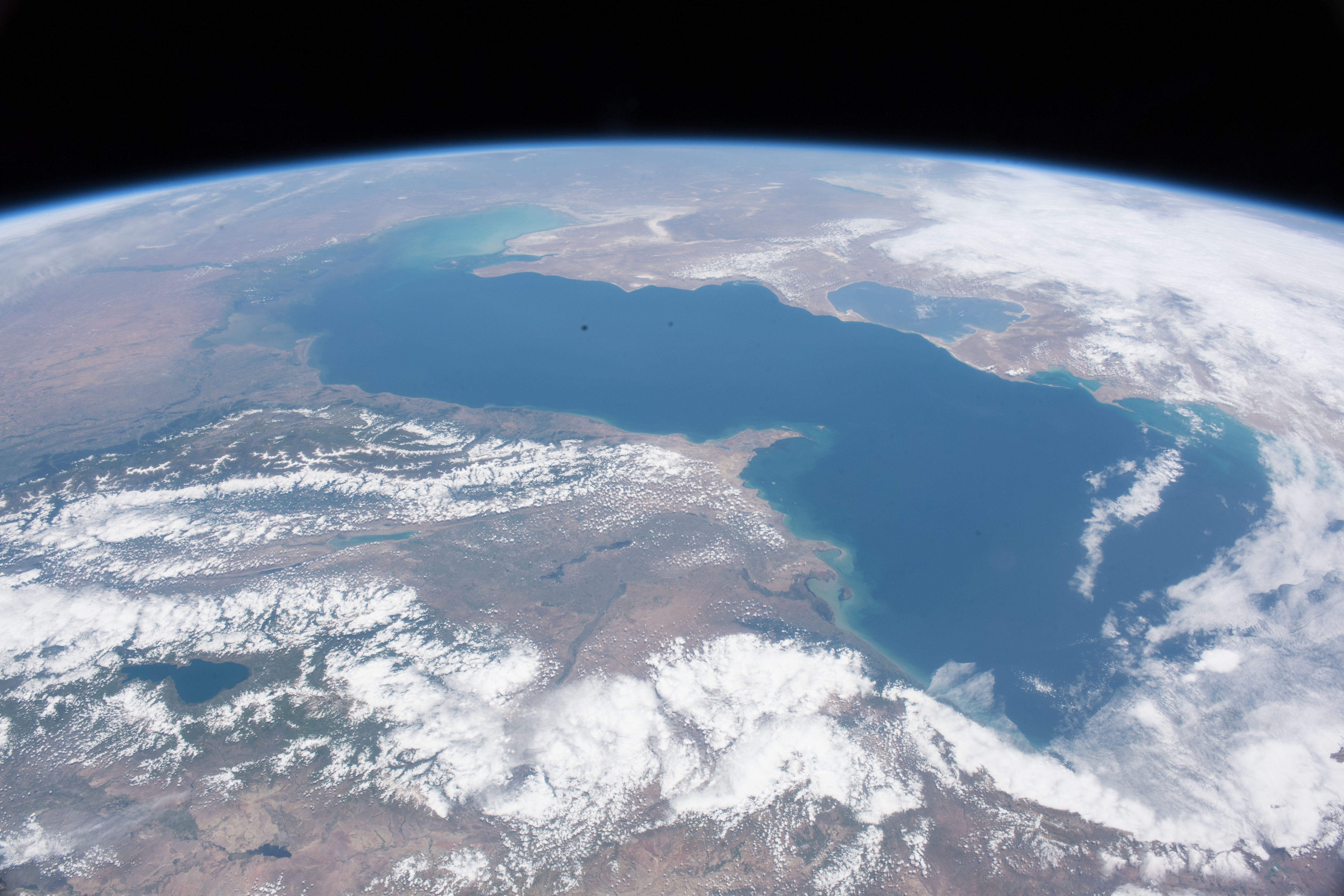
Il mar Caspio fotografato dalla ISS

L'area meridionale del mar Caspio, dato il suo clima e le sue terre coltivabili, è sempre stata una terra di conquiste da parte di diversi popoli: Medi, Persiani, Macedoni, Seleucidi, Parti, Sasanidi, Omayyadi e Mongoli.
Originariamente l'area che corrisponde al sud del mare veniva chiamata Ircania, parola derivante dal greco "Hyrcania", a sua volta risalente all'antico persiano Verkâna ("lupo"), quindi "terra dei lupi". Fin da allora la satrapia omonima venne chiamata Irania e diede nome anche alla distesa d'acqua circostante. In epoca romana fu chiamato mare Ircànio o mare Ircàno; il nome moderno Caspio, invece, deriva dal popolo dei Caspi. Nei Paesi turcofoni è comunemente chiamato mar Cazaro per via del popolo dei Cazari che si stabilì intorno alle regioni del bassopiano sarmatico e del Caucaso. In lingua persiana è anche chiamato mar Mazanderano per via della provincia iraniana di Mazandaran del quale il mare è costiero.

## Descrizione

### Tra Europa ed Asia
Il confine tra Europa ed Asia passa attraverso il Caspio: la sponda settentrionale, tra la foce del fiume Ural e la depressione del Kuma-Manyč, è europea, mentre la sponda orientale, quella meridionale e quella occidentale sono asiatiche. Questo confine è convenzionale ed è basato sulla Linea di von Strahlenberg.

### Lago o mare?
Le definizioni di mare e lago sono usate entrambe per il Caspio, in particolare si può dire che:
- In termini geografici il Caspio rientra nella definizione di lago: difatti è comunemente riconosciuto come il più grande lago del mondo; pertanto, non è incluso nella Convenzione delle Nazioni Unite sul diritto del mare.
- In termini geologici, morfologici e politici il Caspio rientra nella definizione di mare chiuso[2]. Questa locuzione è un ossimoro dal punto di vista geografico, ma riassume bene la peculiarità del Caspio.

La salinità, comunemente associata all'idea di mare, varia notevolmente da zona a zona, passando da livelli quasi nulli (particolarmente a nord nell'area del delta del Volga) a valori più elevati a causa dell'intensa evaporazione a sud, dove raggiunge l'1,2%  (12 g/litro), comunque piuttosto bassa considerato che nel Mediterraneo la salinità varia dal 3,6 al 3,9%, mentre nel Mar Rosso supera il 4,0% (tali valori escludono la laguna di Garabogazköl che è pressoché separata dal mar Caspio e che per l'evaporazione elevata raggiunge livelli di salinità maggiori del mar Morto).

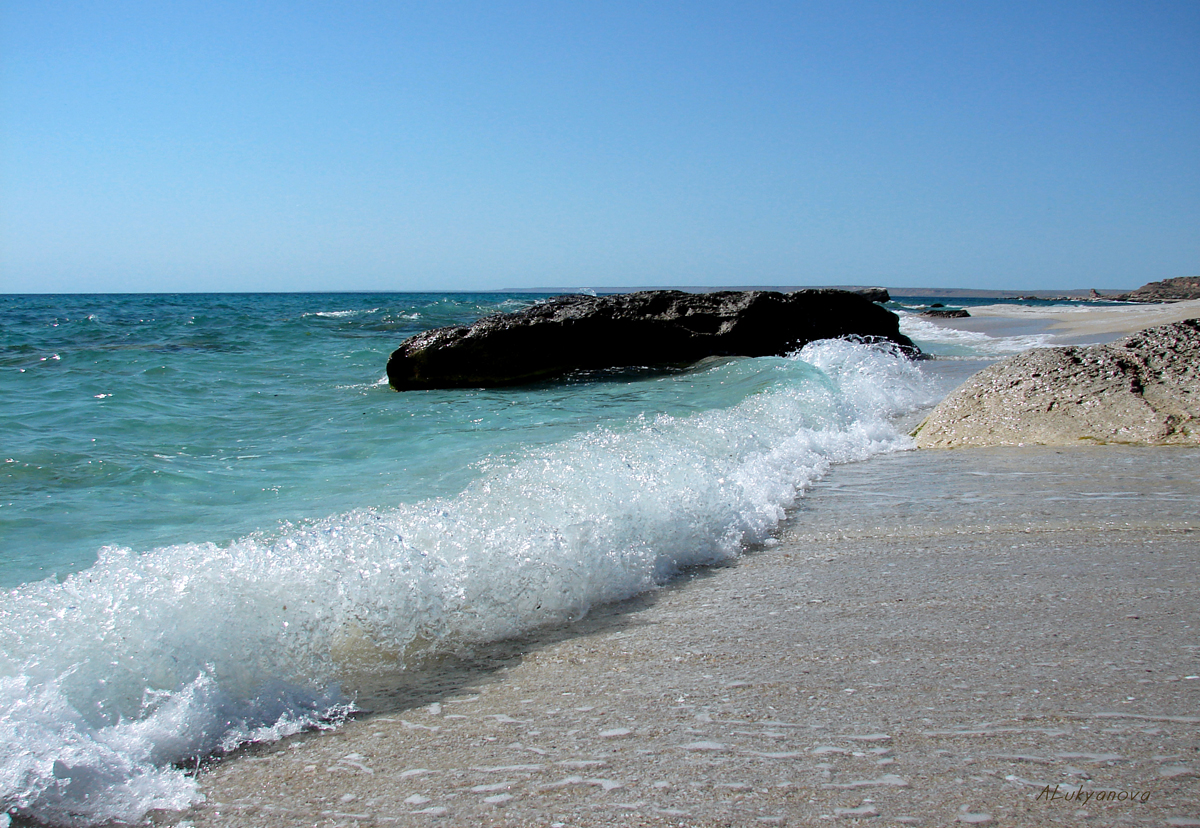
Riva presso Aktau, regione di Mangghystau, Kazakistan.

Dopo il collasso dell'Unione Sovietica, si è sviluppata tra i paesi che si affacciano sul Caspio una conflittualità legata alla presenza di giacimenti di petrolio e di metano. Dato che le norme internazionali sullo sfruttamento dei giacimenti lacustri sono diverse da quelle dei giacimenti marittimi, la Russia sosteneva per il Caspio lo status giuridico di lago, mentre il Kazakistan, insisteva per il riconoscimento dello status di mare.. La conflittualità proseguì sino al 2018, quando fu indetto ad Aktau un vertice internazionale per dirimere la questione; al vertice parteciparono tutti gli Stati che si affacciano sul bacino. Il relativo documento si astiene dal definire il Caspio come mare o lago, definendolo genericamente "corpo d'acqua", ma regola i diritti e gli obblighi dei vari stati in relazione all'uso del Mar Caspio, comprese le sue acque, i fondali marini, il sottosuolo, le risorse naturali e lo spazio aereo sopra il mare; stabilisce che le acque territoriali di ciascuno stato si estendono per circa 24 km.. Ciononostante, molte delle biorisorse rimangono tuttora condivise tra Russia, Azerbaigian, Iran, Turkmenistan e Kazakistan.

### Origine

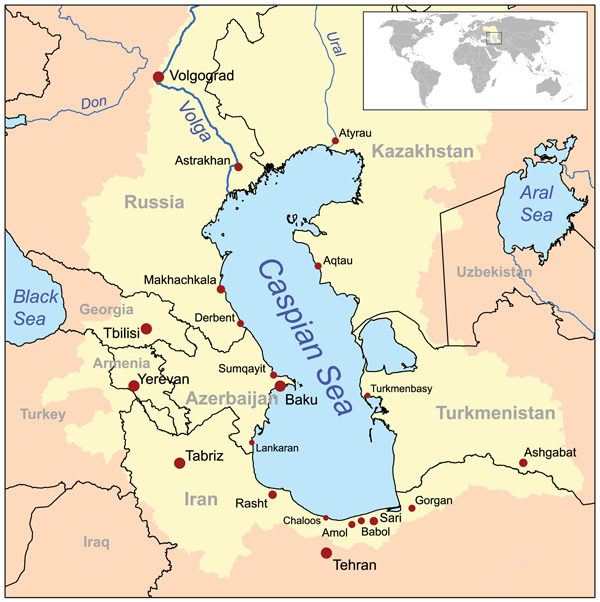
Mar Nero (settore orientale), mar Caspio, lago d'Aral: Il Caspio si è generato dal mar Sarmatico o Paratetide, anticamente situato ad est del Mediterraneo; una volta creatasi una separazione tra questi due enormi specchi d'acqua, la Paratetide rimase senza sbocco verso gli oceani e cominciò a rimpicciolirsi fino a dividersi in tre specchi d'acqua principali: il Mar Nero, il mar Caspio e il lago d'Aral, tutti e tre con tendenza a regredire a causa dell'evaporazione; mentre il livello del mar Nero si è ripreso circa settemila anni fa a causa della ritrovata connessione con il Mediterraneo, il Caspio rimase un mare chiuso ed ebbe a fasi alterne la tendenza al declino, per cui oggi la sua superficie si trova al di sotto del livello del mare.

Il mar Caspio si formò progressivamente dal ritiro delle acque della Paratetide. L'isolamento di quest'ultima dal mar Mediterraneo fece sì che l'evaporazione, congiunta all'orogenesi di importanti catene montuose come i monti del Ponto e del Caucaso, diede origine, nel corso di tempi geologici, al mar Nero, al mar Caspio e al lago d'Aral. Fino a 10.000 anni fa, il Mar Nero e il Mar Caspio rimasero collegati da un braccio di mare, detto "Stretto di Manyč"; questa connessione marina è stata attiva sino alla fine della "Prima trasgressione di Chvalynsk del Mar Caspio". In queste condizioni geografiche, il Caspio era un mare vero e proprio. Oggi, al posto di questo braccio di mare si estende la depressione del Kuma-Manyč, confine convenzionale tra Europa ed Asia.
Il Caspio è dunque un relitto in fase di regresso: non solo il pelo dell'acqua si trova sotto il livello del mare, ma i fondali sono in criptodepressione, mantenendo tuttavia la crosta oceanica nella parte meridionale. Il processo di ritiro delle acque, comunque, è caratterizzato da continui alti e bassi: nel passato geologico il mar Caspio si era già ritirato nel suo bacino meridionale, più profondo a causa dell'assenza di immissari importanti.

### Fluttuazioni recenti del mar Caspio e del Garabogazköl
Sulla costa orientale, in Turkmenistan, si trova un'ampia laguna, il Garabogazköl (Kara-Bogaz-Gol; vedi mappa a destra presso la costa del Turkmenistan); essa diventa un lago a sé stante quando il livello delle acque si abbassa. Quando i due specchi d'acqua comunicano tra di loro, il Garabogazköl sottrae al mar Caspio importanti quantità di acqua: essendo poco profondo e surriscaldandosi, viene infatti continuamente smagrito dall'evaporazione.
Le autorità sovietiche, preoccupate dal regresso del mar Caspio, ritennero opportuno intervenirne in soccorso. Nel 1980 la baia/laguna venne separata dal Caspio tramite uno sbarramento. Tre anni dopo la laguna risultava del tutto prosciugata. Dato che il fondo altamente salino del Kara-Bogaz-Gol, sollecitato dal vento, produceva tempeste di sale e danni ambientali all'intera regione, il blocco tra i due specchi d'acqua fu soppresso nel 1992, e la piccola laguna si riempì nuovamente di acqua.
Nel frattempo, in seguito a fluttuazioni naturali, il problema del regresso del mar Caspio si era invertito, tanto che in seguito le coste furono interessate da inondazioni e si pensò addirittura ad un collegamento artificiale del mar Caspio con il lago d'Aral per salvare quest'ultimo.

## Aspetti ambientali
Alla base dei maggiori problemi ambientali del mar Caspio e delle zone circostanti vi sono l'estrazione di metano e petrolio ed altri interventi umani, quale lo sbarramento pregresso della laguna e l'apporto di acque inquinate del Volga, il quale ha un bacino molto esteso e dal quale dipende in gran parte l'equilibrio idrico.
Sono state introdotte specie ittiche estranee alla fauna originaria e il numero di specie di animali in genere è in regresso.  Molte sono a rischio di estinzione e alcune si sono già estinte, come la tigre del Caspio.

### Fauna ittica
La distribuzione della fauna ittica è determinata principalmente dalle differenze di salinità; vi si incontrano sia specie tipiche delle acque dolci (soprattutto nella parte settentrionale) che delle acque marine.
Nel mar Caspio sono censite 153 specie di pesci ossei comprese 7 di storioni mentre mancano del tutto i pesci cartilaginei. Particolarmente diffusi sono i ghiozzi, con molte specie endemiche, e il genere Alosa. Sono state introdotte numerose specie aliene allo scopo di favorire la pesca: tra di esse la carpa, l'acciuga, la triglia di fango e il cefalo. Negli anni '80 è stato introdotto lo ctenoforo alieno Mnemiopsis leidyi che ha causato un vero disastro ecologico e il crollo del pescato. M. leidyi infatti compete con gli stadi giovanili dei pesci nutrendosi di zooplancton e preda direttamente le larve dei pesci.

## Isole
- Ashuradeh
- Bulla
- Çikil
- Çilov
- Gil
- Nargin
- Pirallahı
- Qara Su
- Qum
- Səngi Muğan
- Isole Tülen
- Vulf
- Zənbil
- Caspiar

## Insediamenti
Azerbaigian
- Astara
- Baku
- Xaçmaz
- Lənkəran
- Oil Rocks
- Sumqayıt

 Iran
- Astara
- Babolsar
- Bandar Anzali
- Chaloos
- Noshahr
- Ramsar
- Rasht
- Sari

 Kazakistan
- Atyrau (già Gur'ev)
- Aktau (già Ševčenko)

 Russia
- Astrachan'
- Derbent
- Machačkala

 Turkmenistan
- Türkmenbaşy
(già Krasnovodsk)

Le principali città che si affacciano sul bacino sono Baku, capitale azera, e Machačkala.

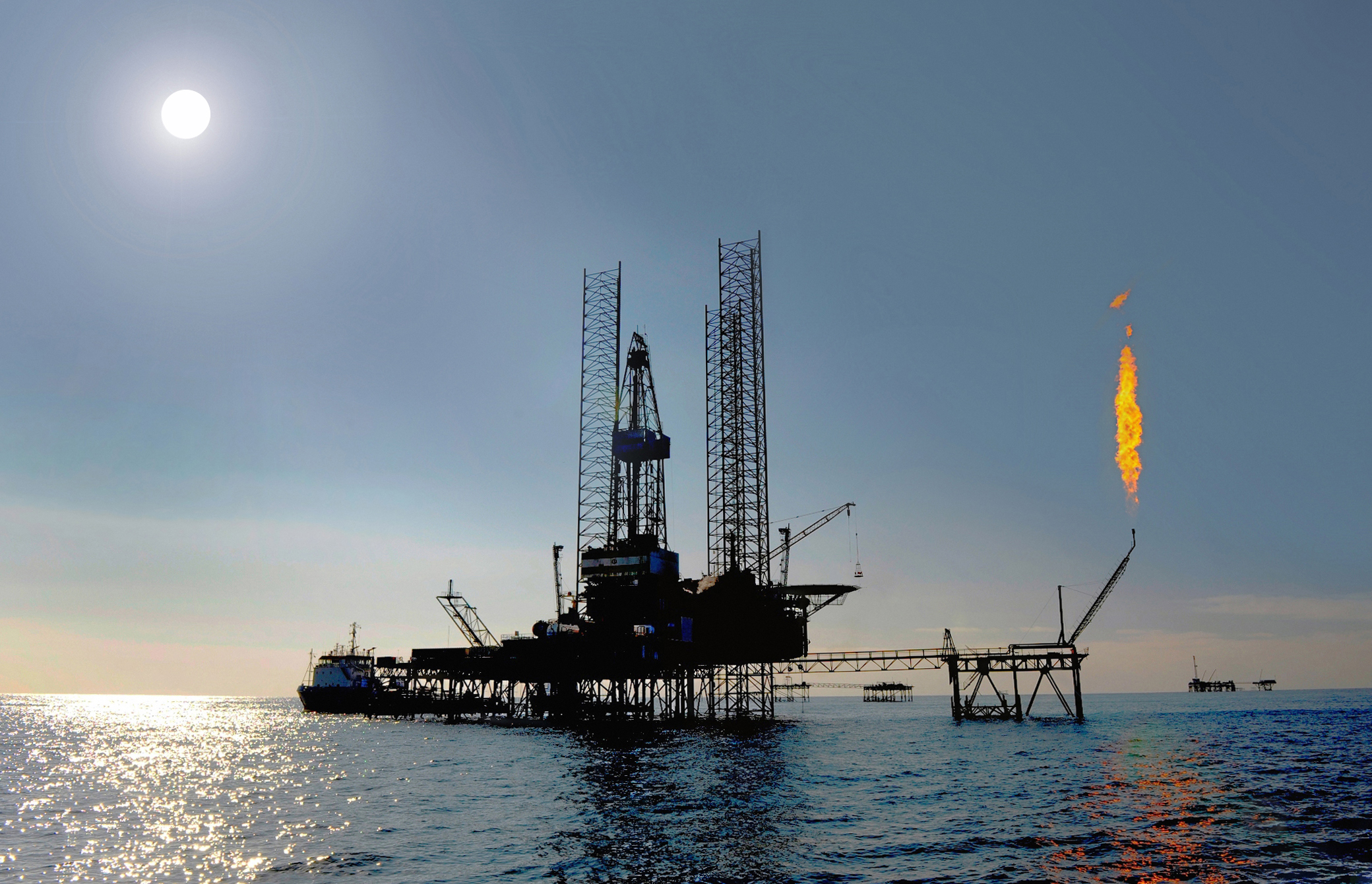
Piattaforma petrolifera
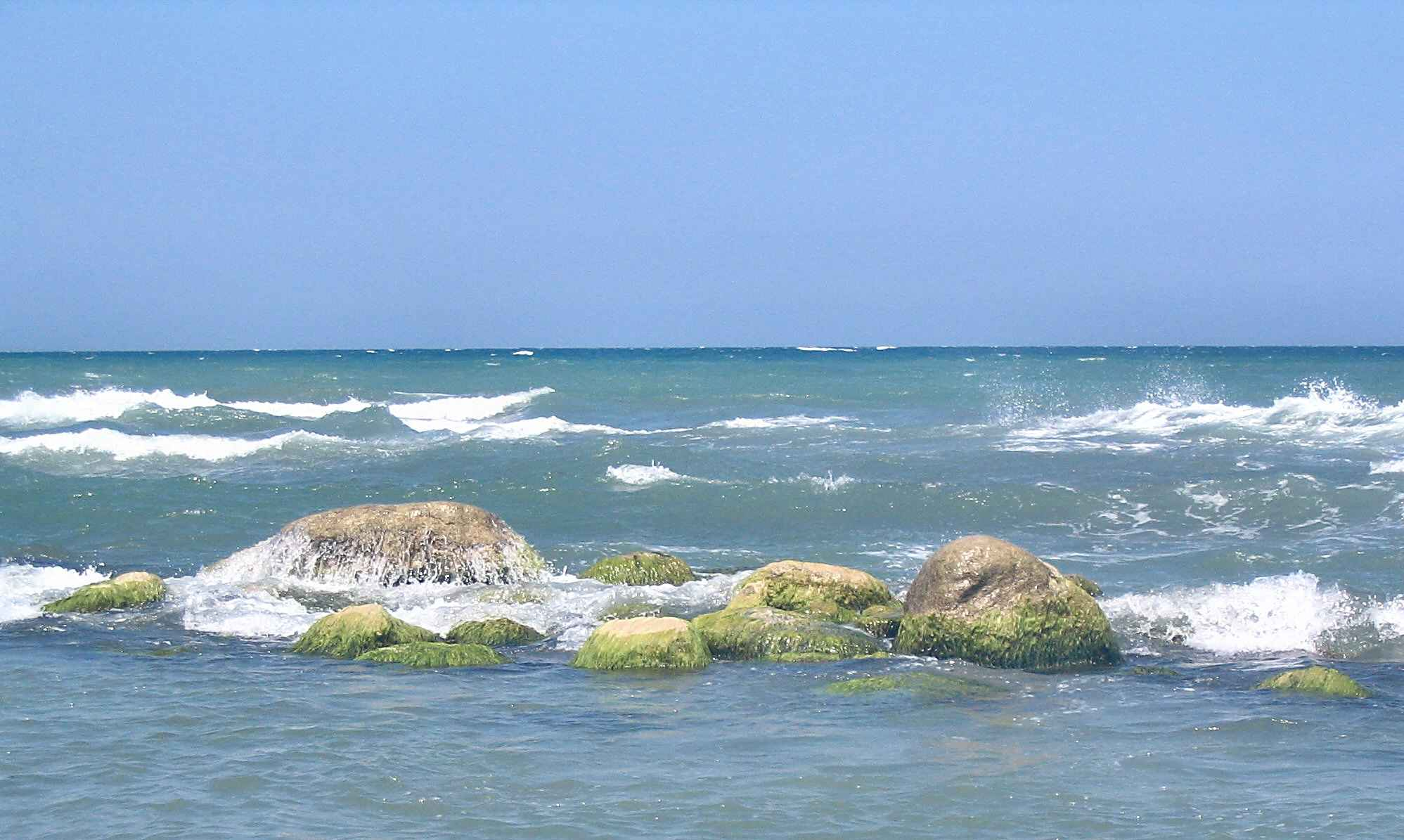
Costa iraniana a Mazandaran
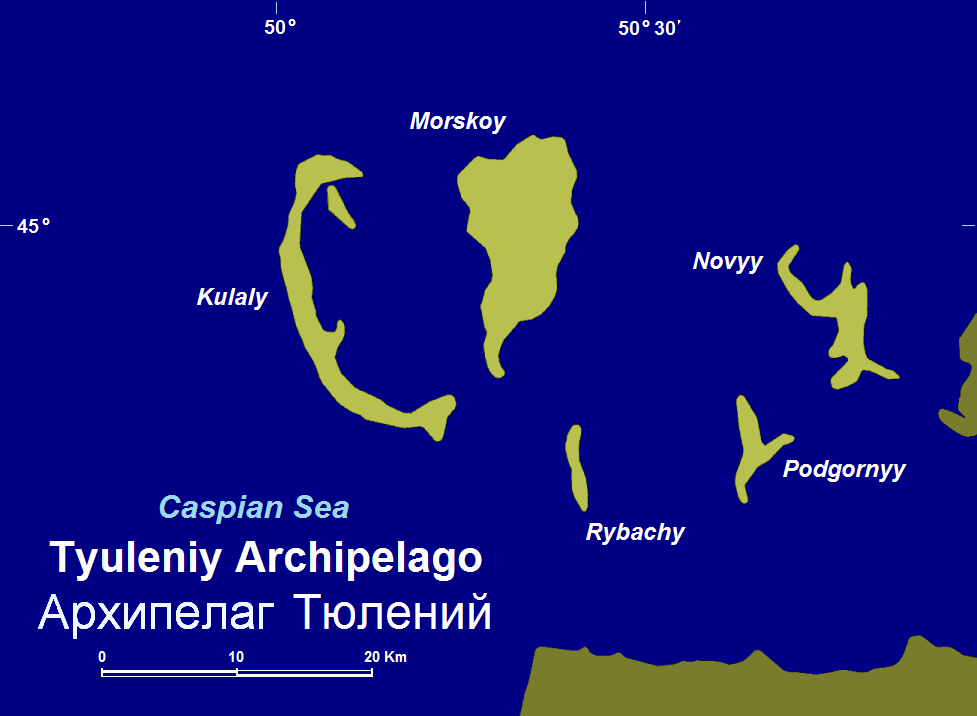
Isole Tülen
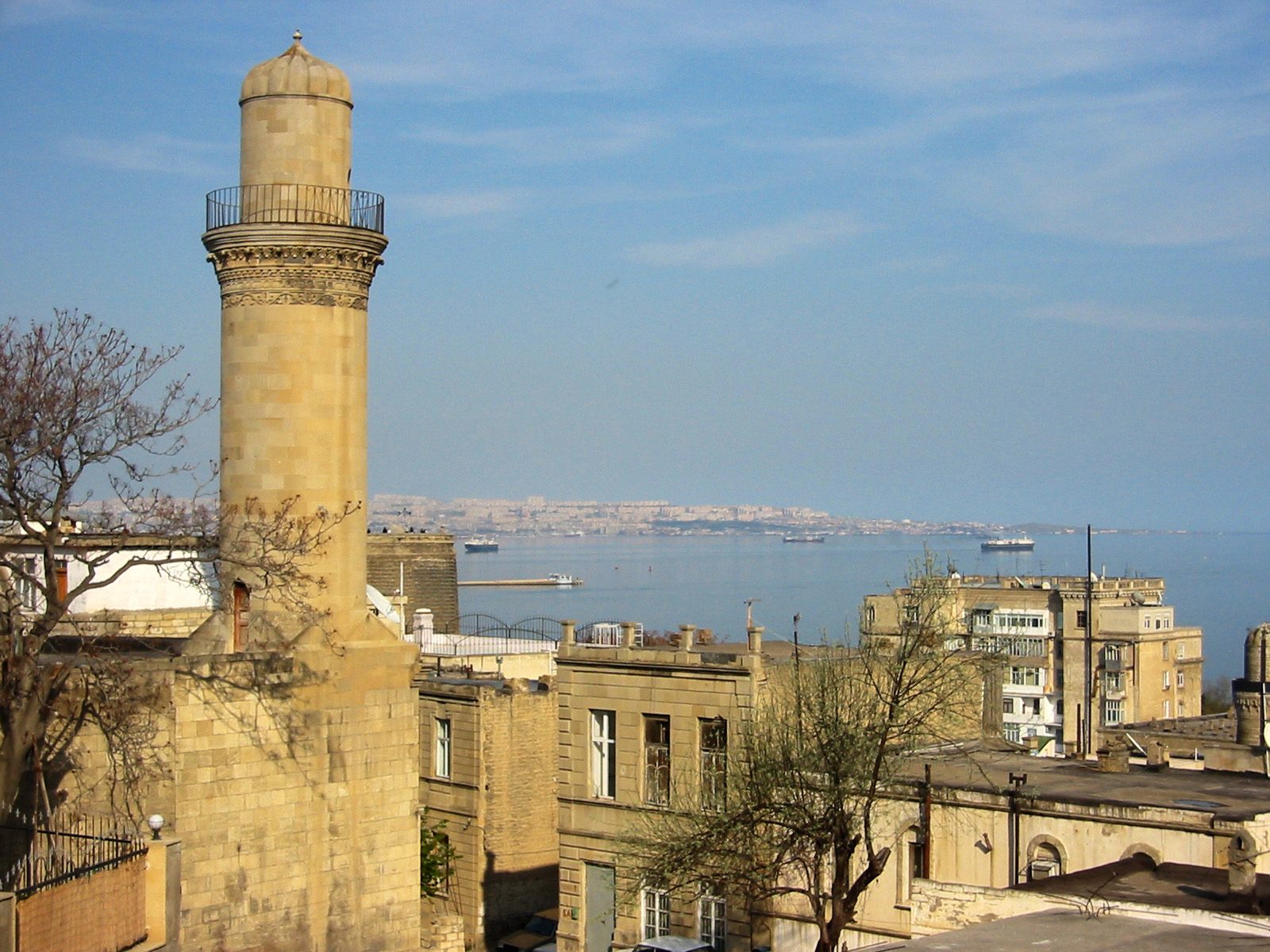
Veduta di Baku
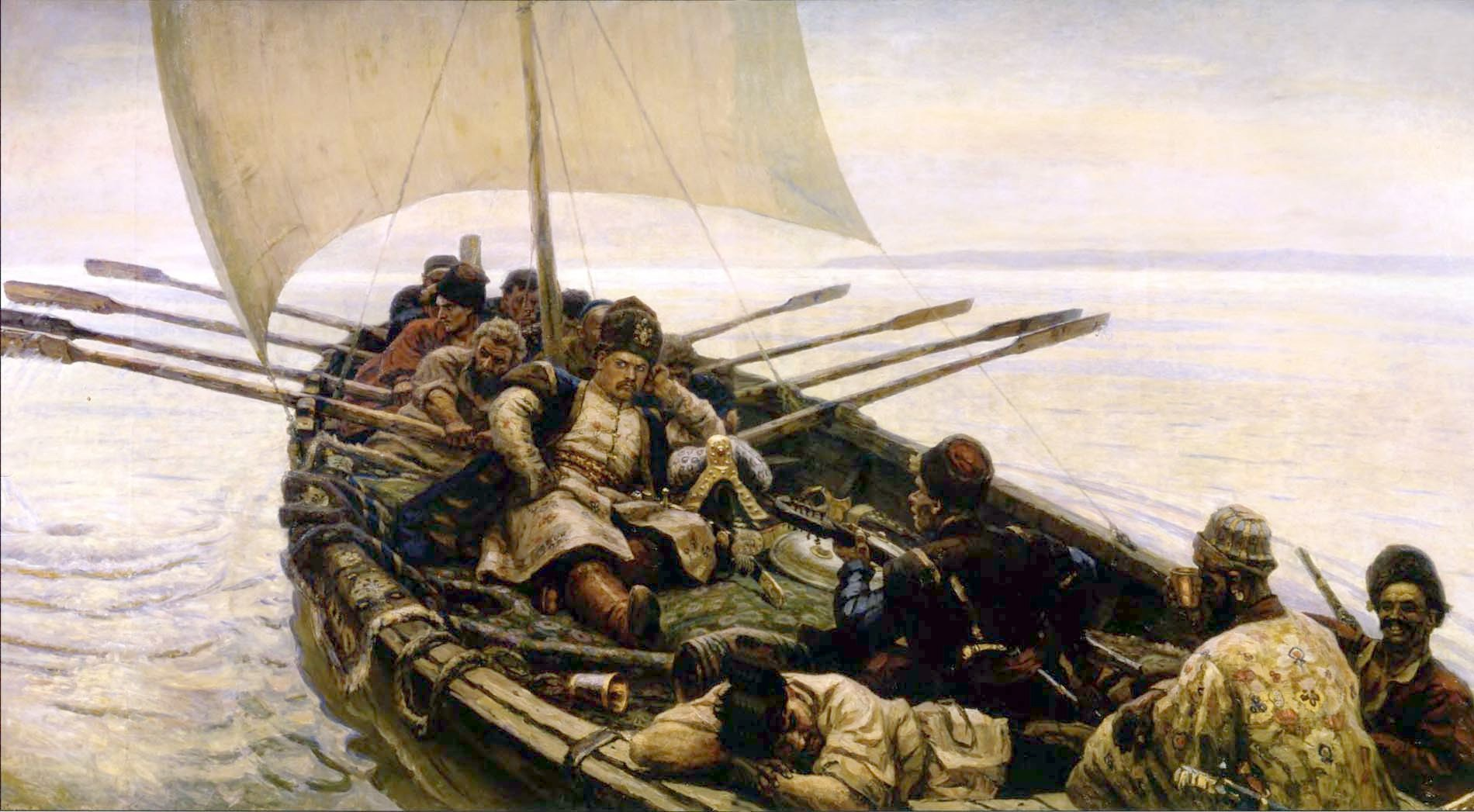
Sten'ka Razin nel Mar Caspio (Vasilij Ivanovič Surikov, 1906)